# فريدريك لان
فريدريك لان (بالإنجليزية: Frederick Lane)‏ هو سباح أسترالي، ولد في 2 فبراير 1880 في Millers Point, New South Wales ‏ في أستراليا، وتوفي في 14 مايو 1969 في Avalon Beach, New South Wales ‏ في أستراليا.

## وصلات خارجية
- فريدريك لين على موقع قاعة مشاهير السباحة العالمية (الإنجليزية)
- فريدريك لين على موقع اللجنة الأولمبية الدولية (الإنجليزية)
- فريدريك لين على موقع أوليمبيديا (الإنجليزية)
- فريدريك لين على موقع اللجنة الأولمبية الأسترالية (الإنجليزية)
- فريدريك لين على موقع قاعة أستراليا للمشاهير الرياضية (الإنجليزية)